# Сапега, Павел (1860—1934)
Павел Ян Пётр Леон Адам (1 сентября 1860, Гумниска — 31 мая 1934, Седлиска) — польский дворянин, первый председатель Польского Красного Креста в 1919 году.

## Биография
Представитель польско-литовского княжеского рода Сапег герба «Лис».
Родился 1 сентября 1860 года в Гумниске под Тарнувом (в доме своей бабки Изабеллы Любомирской-Сангушко). Третий сын князя Адама Станислава Сапеги (1828—1903) и Ядвиги Сапеги (урожденной Сангушко) (1830—1918). 
Имел четырех братьев (Владислава Леона, Леона Павла, Яна Петра, Адама Стефана и двух сестер: Марию Ядвигу и Елену Марию.
Детские годы Павла прошли между Красичином и Львовом, где его дедушка Леон и бабушка Ядвига имели дом на улице Коперника, 40. Там же Павел окончил гимназию, а после прохождения воинской службы изучал право в университетах Праги, Вены и Кракова. После окончания учёбы он был принят на государственную службу, вначале в качестве консипиента, а затем комиссара староства в Пшемысле. После вмешательства своего отца, который хотел, чтобы его сын познакомился с работой государственной администрации, Павел Сапега был переведен в Боснию, где прожил три года, работая по очереди в Сараево и Мостаре.
Павел Сапега любил путешествовать по миру. В 1888 году во время отпуска, который он проводил с отцом и братом Адамом в Женеве, он решил вместе с братом посетить Стамбул и Каир. В Каире Адам Сапега отделился от брата и отца и отправился в Святую Землю, а Павел поехал в Индию. Во время этой поездки он посетил не только Индию, но и Бирму, Китай, Японию, Корею и острова Рюкю. Из этой экспедиции на Восток он привёз коллекцию архитектурных изделий из чёрного дерева, фарфора, оружие, вышивку и даже оригинальное кимоно. Эти предметы позднее стали частью выставки, которую Павел Сапега организовал в Католическом зале во Львове. В конце июля 1889 года Павел решил вернуться в Европу. Он выехал из Пекина верхом и пересёк Монголию, Сибирь, Иркутск, озеро Байкал, Александровск, Красноярск и прибыл в Томск, где остановился на небольшой отдых. Вскоре он продолжил своё путешествие — на санях добрался до Омска, затем по железной дороге прибыл в Екатеринбург, затем перевалив через Урал, в Уфу и по железной дороге добрался в Центральную Россию. Зиму 1890 года Павел Сапега провёл в Санкт-Петербурге, где он пытался получить российское подданство для женитьбы на Софии Браницкой, чтобы приобрести её богатые владения на Украине. Однако его брачные планы потерпели крах, и он вернулся в Галицию, чтобы продолжить работу на государственной службе и заниматься семейным имуществом (имение Седлиска в Томашувском повете).
Имение Седлиска было приобретено его отцом Адамом Станиславом Сапегой в 1874 году у предыдущего владельца Юзефа Яблоновского за 600 00 австрийских гульденов. В состав имения входили: Седлиска, Рата, Хребенне вместе с различными объектами в Раве-Русской.
Во время карнавала во Львове 1882 года Павел Сапега познакомился со своей будущей женой Матильдой цу Виндишгрец, дочерью коменданта львовского корпуса Людвика цу Виндишгрец. Через два месяца, 5 апреля 1892 года, в Опатове произошла помолвка молодых, но из-за плохого здоровья Павла, истощенного восточным туризмом, и болезнью Матильды (тиф), свадьба несколько раз откладывалась. Еще одним препятствием, которое повергло всю семью в глубокий траур, была смерть 8 февраля 1893 года в Бильче-Золотом старшего брата Павла, Леона. Наконец, 14 марта 1893 года во Львове, в тесном семейном кругу, состоялась долгожданная свадьба Павла и Матильды, после которых жених и невеста отправились на несколько недель в Седлиску.

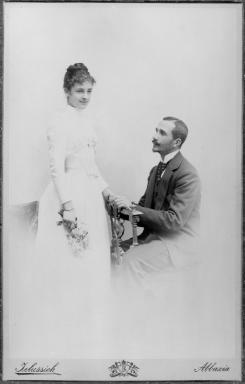
Павел Сапега с супругой

Затем Павел Сапега должен был вернуться во Львов, где он занимал должность секретаря наместничества. Супруги в то время жили на улице Коперника, 40. Там же 23 декабря 1893 года у них родился первый ребенок — дочь Эльжбета Мария.
В 1894 году семья Сапег присутствовала на Галицкой краевой выставке, где председателем был избран старший член рода Адам Станислав Сапега. Выставка стала большим событием в общественно-политической жизни. Её посетили эрцгерцог Карл Дюдвиг с женой Марией Терезой, затем сам император Франц Иосиф I. Летом 1895 года Павел получил должность старосты в Ясло, с чем было связано длительное пребывание семьи в этом городе. Там Павел познакомился с активистами народного движения Яном Стапинским и ксендзом Станиславом Стояловским. Он также имел возможность узнать их взгляды на крестьянские проблемы. Между тем, 19 ноября 1896 года в Ясло родился первый из сыновей Матильды и Павла — Альфред.
В 1897 году Павел Сапега был избран в парламент (рейхстаг) Австро-Венгрии. Его избрание способствовало переезду семьи из Ясло и частым визитам в Вену, где он стал членом Польского Кола в венском парламенте. Во время заседаний он выступал за сохранение религии в школах. В 1901 году Павел Сапега был переизбран в рейхстаг от городов: Жолква, Сокаль и Рава-Русская.
Одновременно княгиня Матильда готовилась снова к роли матери. 13 февраля 1899 года во Львове родилась вторая дочь, которую назвали Мария Ядвига. Это радостное событие совпало с крахом Львовского Кредитного Банка, председателем которого был Адам Сапега, отец Павла. Из-за этого трагического события семья, в особенности князь Адам, потеряла огромные суммы денег, которые пошли на выплату долгов. Дело о банкротстве серьезно подорвало здоровье главы рода Адама Сапеги, который с этого времени стал болеть и скончался 21 июля 1903 года. Ранее, однако, 17 мая 1900 года, в Седлиске родился их будущий владелец, второй из сыновей Матильды и Павла — Павел Мария Младший.
В 1905 году Павел Сапега получил должность председателя Поветовой Комиссии Кредитной Кассы в Раве-Русской, а затем стал депутатом Галицийского сейма. Павел был горячим поборником всякого рода католических ассоциаций, часто выступал на митингах католических. В то время, 5 июля 1906 года родился последний из детей — дочь Матильда Мария. В 1906—1912 годах Павел Сапега работал в нескольких организациях — Товариществе Чиновников во Львове, Католической Организации, в Кредитной Кассе. В 1912 году Евхаристическом Конгрессе был включен в состав комитета, целью которого было проведение Евхаристических Мировых Конгрессов.
В начале 1913 года он был избран Президентом Ассоциации Красного Креста в Галиции. Эта должность поглощали его полностью. Это было особенно видно во время Первой мировой войны. Семья Сапег переехала тогда из Седлиски во Львов, где Павел начал создавать больницы, выписывал лекарства для больных. Во время наступления русской армии, которая угрожала городу, Сапеги уехали в Краков, где в австро-венгерскую армию вступил старший из сыновей Павла — Альфред. 5 июня 1916 года под Сапановом около Кременца он погиб под огнём дивизиона конной артиллерии. Возможность вернуться в разрушенную и разграбленную Седлиску появилась только в середине июля 1915 года.
После окончания войны, в начале 1919 года Павел Сапега вышел в отставку с поста Председателя Польского Красного Креста и полностью посвятил себя работе в имении. Он построил мельницы в Раке и Боровом, а в 1921 году продал имение Великие Мосты, которое приносило убытки. В 1920 году произошла эвакуация из Седлиски, которая была под угрозой приближающейся Красной армии. В этом же году второй из сыновей Павла и Матильды — лейтенант 8-го уланского полка Павел (Младший) — был серьезно ранен в кавалерийской битве с советскими частями под Комаровым около Замостья.
Послевоенные годы Павла Сапеги связаны, в основном, с работой в родовом имении, развитием инфраструктуры фольварков и участием в работе нескольких католических организаций. В начале декабря 1928 года в Монастырь сестер Непорочного зачатия Девы Марии в Язловце вступила дочь Мария. Хотя состояние здоровья Павла постоянно ухудшалось, в 1929 году он вместе с братом Адамом отправиться в путешествие в Египет и по Святой Земле. В 1930 году он принял участие в работе Евхаристического Конгресса в Тунисе и участвовал в совещаниях членов Конгресса в Париже и Риме.
Летом 1933 года Павел Сапега готовился к поездке в Лондон, где должна была состояться свадьба его сына Павла (Младшего) и Вирджинии Паттерсон. К сожалению, из-за болезни сердца он вынужден был остаться в Седлиске. После бракосочетания управление имуществом перешло к его сыну Павлу (Младшему), который изменил декор двора и провел несколько реформ в управлении фольварков. В конце января 1934 года Павел заболел ангиной и после четырех месяцев болезни скончался в Седлиске 31 мая 1934 года, в возрасте 73 лет. Незадолго до смерти Павел узнал о рождении первой внучки Марии Кристины, родившейся 15 мая 1934 года в Лондоне, дочери Павла (Младшего) и Вирджинии. На похороны Павла Сапеги приехала вся семья.

## Семья и дети
14 марта 1893 года во Львове женился на княжне Матильде Пауле Элеоноре цу Виндишгрец (4 ноября 1873 — 29 декабря 1968), дочери князя Людвика Юзефа Николауса Кристиана цу Виндишгреца (1830—1904) и графини Валерии Дессевффи (1843—1912), внучке Альфред цу Виндишгрец. Их дети:
- Эльжбета Мария Ядвига Елена Людвика Евстахия Ева Матильда (24 декабря 1893, Львов — 16 марта 1979, Краков)
- Альфред Мария (19 февраля 1896, Ясло — 5 июня 1916, под Кременцем)
- Мария Ядвига (14 февраля 1899, Львов — 18 августа 1997), приняла монашество
- Павел Мария Фридерик Валериан Антоний Пасхалис (17 мая 1900, Седлиска— 1987, Мюнхен), женат с 1933 года на Вирджинии Паттерсон (1904—1966). Супруги имели двух детей и развелись в 1950 году
  - Мария Кристина (род. 5 мая 1934, Вена)
  - Николай Фридерик Павел Пётр (15 сентября 1937, Варшава-1999)
- Матильда Мария Филомена Антонина Джерарда (5 июля 1906, Седлиска — 30 октября 1983), муж с 1937 года Юлиуш Остерва (1885—1947)